# Grosseto-Prugna
 Grosseto-Prugna  là một xã của tỉnh Corse-du-Sud, thuộc vùng Corse, trên đảo Corse ở Pháp.